# Силиконске лепотице
Силиконске лепотице (шп. Sin tetas no hay paraíso) шпанска је телевизијска серија, снимана током 2008. и 2009.
У Србији су приказане прва и друга сезона серије током 2010. на телевизији Пинк.

## Синопсис
Адаптација шпанске верзије Силиконске лепотице верно се држи централне теме оригиналног колумбијског формата, а нови додаци у шпанској верзији су извршени да би се уклопила у друштвену стварност те земље. Прича говори о девојци Каталини из сиромашнијих слојева чији се живот окреће за 180 степени када због љубави зарони у свет нарко-дилера и луксузне проституције. Од тада драма се окреће око низа одлука које ће морати да донесе да би одредила свој положај између мрачних ликова свог новог света и оних који је воле и наговарају да се врати у поштен живот који је напустила да би остварила свој сан. Каталина је људско биће која је једном у животу направила грешку због љубави. Њен свет после тога остаје подељен: с једне стране мајка, брат, најбоља пријатељица, полицијски комесар, а на другој, мрачној страни су њен љубавник, макрои, колегинице проститутке. Све је дијаметрално супротстављено, а има заједничку полазну тачку: сиромашну четврт града у којој се снови ретко претварају у стварност ...

## Улоге
| Глумац:               | Улога:        |
| --------------------- | ------------- |
| Марија Кастро         | Џесика        |
| Таис Блум             | Кристина      |
| Ксенија Тостадо       | Ванеса        |
| Маноло Кардона        | Мартин Рока   |
| Фернандо Андина       | Пабло         |
| Антонио Веласкез      | Иван          |
| Ане Алварез           | Марта         |
| Икер Ластра           | Бергара       |
| Фернанда Сото         | Кесада        |
| Хуан Алфонсо Баптиста | Гиљермо       |
| Амаја Саламанка       | Каталина      |
| Мигел Анхел Силвестре | Рафаел Дуке   |
| Јуририја дел Ваље     | Данијела      |
| Алекс Барахона        | Алберто       |
| Алекс Гарсија         | Хосе          |
| Мирјам Ђованели       | Сандра        |
| Ирис Лескано          | Паула         |
| Маноло Каро           | Рамон Циганин |
| Фернанда Вакеро       | Агустин Агус  |
| Луис Захера           | Рамон Пертур  |